# Rainbow Lake

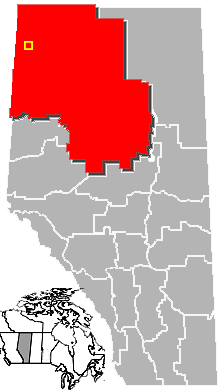
Localização de Rainbow Lake em Alberta.

Rainbow Lake é um município no norte da província de Alberta no Canadá. Sua população, em 2002, era de 1.186 habitantes.